# USS Wood (DD-317)
Za druga plovila z istim imenom glejte USS Wood.
USS Wood (DD-317) je bil rušilec razreda Clemson v sestavi Vojne mornarice Združenih držav Amerike.
Rušilec je bil poimenovan po pomorskemu zdravniku Williamu Maxwellu Woodu.

## Zgodovina
V skladu s Londonskim sporazumom o pomorski razorožitvi je bil rušilec 31. marca 1930 izvzet iz aktivne službe in 14. novembra istega leta prodan kot staro železo.